# Atak bioterrorystyczny sekty Rajneesha w 1984 roku
Atak bioterrorystyczny sekty Rajneesha w 1984 roku – był masowym zatruwaniem żywności w dziesięciu barach w mieście The Dalles w Stanach Zjednoczonych w stanie Oregon. Grupa członków sekty Bhagwana Shree Rajneesha, znanego również jako Osho, dowodzona przez Maę Anand Sheela chciała ograniczyć liczbę osób zdolnych do głosowania, aby umożliwić wygraną własnemu kandydatowi w wyborach w Hrabstwie Wasco.
Po zdobyciu kontroli politycznej nad miastem Antelope w Oregonie, członkowie sekty z pobliskiego Rajneeshpuram starali się w wyborach w listopadzie 1984 zdobyć dwa z trzech miejsc w Sądzie Okręgowym hrabstwa Wasco. W obawie przed porażką władze Rajneeshpuram postanowiły nie dopuścić do głosowania jak największej części populacji The Dalles, będącym największym miastem regionu. Mieli to osiągnąć przez zatrucie mieszkańców Salmonellą. Najpierw skażono napoje dwóch Komisarzy Hrabstwa, a następnie na znacznie większą skalę sałatki w okolicznych barach.
W rezultacie 751 osób zostało zarażonych salmonellozą, 45 z nich było hospitalizowanych, lecz nie było ofiar śmiertelnych. Wstępne dochodzenie Wydziału Zdrowia Publicznego w Oregonie nie wskazało na celową kontaminację, udział członków sekty został potwierdzony dopiero rok później.
Podczas konferencji prasowej, we wrześniu 1985, Rajneesh oskarżył kilku członków sekty o udział w ataku i popełnienie kilku innych przestępstw, m.in. udział w spisku mającym doprowadzić do zamordowania ówczesnego Prokuratora Stanowego stanu Oregon Charlesa Turnera. Prokurator David B. Frohnmayer utworzył specjalną grupę zadaniową stworzoną z Policji Stanowej stanu Oregon oraz Federalnego Biura Śledczego (FBI), która z nakazami rewizji weszła do Rajneeshpuram. Próbki bakterii użytych do ataku zostały znalezione w laboratorium sekty. Dwóch wysoko postawionych sannjasinów zostało skazanych na 20 lat więzienia za usiłowanie morderstwa. Odbyli 2 lata i 5 miesięcy kary.